# Rubus kuleszae
Rubus kuleszae — вид квіткових рослин з родини трояндових (Rosaceae). Ареал: пн. Австрія, Чехія, пн. Словаччина, сх. Німеччина, пд. Польща.
Росте на узбіччях широколистяних лісів, в заростях узбіччя, іноді в рудеральних місцях, зазвичай на багатих ґрунтах.